# The Number of the Beast (песен)
„The Number of the Beast“ е седмият сингъл на британската хевиметъл група Айрън Мейдън и втори от албума със същото име. Песента е вдъхновена от кошмар, който Стив Харис е сънувал, след като е гледал „Поличбата 2“ и сюжета на поемата „Tam o' Shanter“ на Робърт Бърнс. „The Number of The Beast“ е едно от ней-известните парчета на групата и почти винаги се изпълнява на концертите им. В класациите във Великобритания сингълът достига #18 място. Песента се отличава с дългия, пронизителен писък на Брус Дикинсън в края на интрото. В документалния филм за албума, Дикинсън заявява, че продуцентът Мартин Бирч е дал тази идея, а също така е принудил вокала да изпълнява първото четиристишие няколко часа отново и отново. Резултатът е писък, височината на който Дикинсън не може да изпълнява на живо от доста време.
Групата помолва известния актьор от хоръри Винсънт Прайс да прочете интрото. Според Брус Дикинсън, Прайс отказва да го направи за по-малко от 25 000 паунда. След това групата чува за човек, който чете разкази за духове по радио „Capital“. Човекът е театрален актьор, който не се интересува от музиката на Мейдън, но се съгласява да запише интрото.

## За песента
Песента е за човек, който броди сам и в един момент се озовава на границата между Ада и Земята с хора, които изпълняват сатанистки ритуали и жетрвоприношения. Първоначално той е отвратен и иска да съобщи на властите за това, но впоследствие е изкушен и се присъединява към групата.

## За сингъла
Обложката на сингъла е последната от три, в която Дерек Ригс изобразява Сатаната (първата е на „Purgatory“, а втората – „Run to the Hills“). Тази обложка е последствие, развитие на обложката на „Run to the Hills“, където Еди и Сатаната са в схватка.
Оригиналната Б-страна е изпълнение на живо на „Remember Tomorrow“, която групата дълго време твърди, че е записана през 1981 г. в Милано, Италия, по време на репетициите на Дикинсън. Това обаче се оказва невярно. На практика това е запис с Пол Ди'Ано от „Maiden Japan“, като вокалните партии са записани на ново от Брус.

## За музикалното видео
Оригиналното видео представя свирещата група, като това е преплетено със сцени от различни хорър филми, включително „Годзила“. По средата на китарното соло, танцуваща двойка, носеща костюми с карти означение с „6“, излиза на сцената. Докато мъжът завърта партньорката си, лицето ѝ приема черти на вълк. Към края на видеото се появява и Еди. След време е направено и алтернативно видео от „Camp Chaos“, в което филмовите сцени са заменени от флаш анимация на мъж, борещ се с чудовище в някаква сграда.

## Прием и отзвук
„The Number of the Beast“ заема #7 място в класацията на VH1 „40-те най-велики метъл песни“.
Песента е класирана на #6-о място в книгата на Мартин Попов „500-те метъл песни на всички времена“. Попов създава тази книга, молейки хиляди метъл фенове, музиканти и журналисти да му изпратят списък с любимите си метъл парчета. Използвани са около 18 000 гласа.
През януари 2005 г., е издадена нова версия на „The Number of the Beast“. Тя включва лайф видео на песента както и „Hallowed Be Thy Name“, които преди това не са били издавани.
„The Number of the Beast“ има редица кавъри: на Iced Earth, на Saints in Hell, на Avulsed, на Breed 77, на Sinergy, на Powderfinger и Zwan. Кавър не парчето има и на трибют албума към Айрън Мейдън „The String Quartet Tribute“. Песента е включена във видео играта „Tony Hawk's Pro Skater 4“, както и в „Guitar Hero III: Legends of Rock“.

## Критика
Песента, както и едноименния албум попадат под непрестанните обвинения на обществеността в САЩ през 1982 г., а групата е заклеймена като сатанистка. Смята се, че причината за това е повтарянето на „666“ в припева, както и текстът на песента, в който се говори за сатанистки ритуали.
Мейдън приемат това като предизвикателство и в следващия си албум „Piece of Mind“, в началото на песента „Still Life“ има послание, което за да се чуе трябва записът да се пусне на обратно. Записано е послание на много пияния Нико Макбрейн, който интерпретира мисъл на Иди Амин („What ho said the t'ing with the three „bonce“, do not meddle with things you don't understand“ – „не се меси в неща които не разбираш“). Записът завършва с уригване.
Когато видеото първоначално е пускано по MTV, лицето на Еди е цензурирано, поради оплаквания на уплашени зрители.

### 1982
1. „The Number of the Beast“
2. „Remember Tomorrow“

### 2005
1. „The Number of the Beast“ (оригинална студийна версия от 1982) (Харис)
2. „The Number of the Beast“ (на живо 2002) (Харис)
3. „Hallowed Be Thy Name“ (на живо 2002) (Харис)
4. Видео – „The Number of the Beast“ (оригинална студийна версия от 1982) (Харис)
5. Видео – „The Number of the Beast“ (на живо 2002) (Харис)

## Състав
- Брус Дикинсън – вокали
- Дейв Мъри – китара
- Ейдриън Смит – китара, беквокали
- Стив Харис – бас, беквокали
- Клайв Бър – барабани

|  | Тази страница частично или изцяло представлява превод на страницата The Number of the Beast (song) в Уикипедия на английски. Оригиналният текст, както и този превод, са защитени от Лиценза „Криейтив Комънс – Признание – Споделяне на споделеното“, а за съдържание, създадено преди юни 2009 година – от Лиценза за свободна документация на ГНУ. Прегледайте историята на редакциите на оригиналната страница, както и на преводната страница, за да видите списъка на съавторите. ВАЖНО: Този шаблон се отнася единствено до авторските права върху съдържанието на статията. Добавянето му не отменя изискването да се посочват конкретни източници на твърденията, които да бъдат благонадеждни. |